# Psidium cauliflorum
Psidium cauliflorum là một loài thực vật có hoa trong Họ Đào kim nương. Loài này được Landrum & Sobral mô tả khoa học đầu tiên năm 2006.